# Lago Jenny
El lago Jenny es un lago de los Estados Unidos, situado en el extremo norte del estado de Wyoming, dentro del Parque nacional de Grand Teton.

## Geografía
El lago se formó hace unos 12.000 años, cuando los glaciares empujaron las rocas y cavaron el cañón Cascade, durante la máxima extensión de la Glaciación de Wisconsin, formando una morrena, que ahora confina el lago.
El lago tiene una longitud de 3,5 kilómetros y una anchura máxima de 1,9 kilómetros. El lago Jenny es un importante centro de coordinación en el Parque nacional de Grand Teton, con muchas rutas de senderismo, paseos en lancha y un rápido acceso a las principales rutas de escalada del pico Grand Teton, la cumbre más alta de la cordillera Teton.

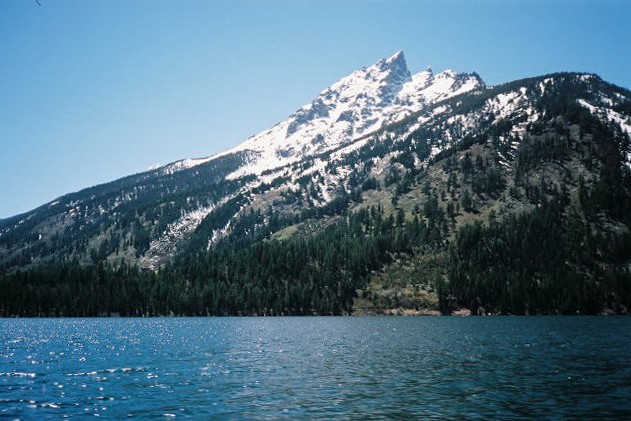
Vista del lago Jenny
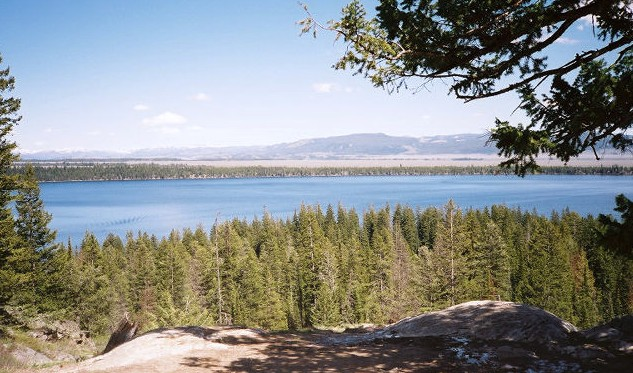
Vista del lago desde Inspiration Point